# Atrichopogon peregrinus
Atrichopogon peregrinus är en tvåvingeart som först beskrevs av Oskar Augustus Johannsen 1908.  Atrichopogon peregrinus ingår i släktet Atrichopogon och familjen svidknott. Inga underarter finns listade i Catalogue of Life.